# Magnitogorsk
Magnitogorsk (rusko: Магнитого́рск, IPA: [məɡnʲɪtɐˈɡorsk], dobesedno mesto magnetne gore) je industrijsko mesto v Čeljabinski oblasti v Rusiji na vzhodni strani skrajno južnega dela Uralskega gorovja ob reki Ural. Leta 2018 je imel Magnitogorsk po ocenah 416.521 prebivalcev.
Poimenovano je po Magnitnaji gori, geološki anomaliji, ki je bila nekoč sestavljena v celoti iz železove rude, okrog 55 % do 60 % železa. Je drugo največje mesto v Rusiji, ki ni glavno mesto federalne enote. V Magnitogorsku je največja železarska in jeklarska tovarna v Rusiji: Magnitogorska železarska in jeklarska tovarna. Uradni moto mesta je »kraj, kje se srečata Evropa in Azija«, saj deli mesta ležijo tako v Evropi, kot tudi v Aziji.
Magnitogorsk je eno od samo dveh socialistično-realističnih naselij, kadarkoli zgrajenih (drugi je Nowa Huta na Poljskem).

## Zgodovina
Magnitogorsk so ustanovili leta 1743 v sklopu orenburške linije utrdb, zgrajene v času vladavine carice Elizabete. Do leta 1747 je mesto zraslo dovolj veliko, da je bila upravičena gradnja manjše lesene kapelice, pozneje poimenovane »cerkev svete trojice«.
Rusko rudarjenje železa na tem področju sega v leto 1752, ko sta dva podjetnika po imenu Tverdiš in Mjasaniko odločila raziskati ekonomičnost rudarjenja na tem območju. Izkoristila sta to, da Magnitnaja gora takrat ni pripadala nobenemu. Zagotovila sta si jo tako, da sta napisala prošnjo carici Elizabeti. Leta 1759 je bila prošnja sprejeta in zagnala sta proizvodnjo železove rude.
Mesto je hitro zraslo v 30. letih 20. stoletja, ko je Magnitogorsk po Stalinovih petletkah postal industrijsko mesto po zgledu dveh najbolj naprednih mestih proizvodnje jekla v ZDA, Gary v Indiani in Pittsburgh v Pennsylvaniji. Na tej točki je bilo v mesto poslano na stotine tujih strokovnjakov z namenom izpeljati in usmerjati delo.
Leta 1928 je prispela sovjetska delegacija v Cleveland, Ohio, da bi se pogovorila z ameriškim svetovalnim podjetjem Arthur G. McKee o načrtu vzpostaviti v Magnitogorsku kopijo ameriškega jeklarne v Garyju. Leta 1928 je prispela sovjetska delegacija v Cleveland, Ohio, da bi se pogovorila z ameriškim svetovalnim podjetjem Arthur G. McKee o načrtu vzpostaviti v Magnitogorsku kopijo ameriškega jeklenega mlina v Garyju. Pogodba je bila povečana štirikrat in na koncu je imela nova tovarna kapaciteto več kot štiri milijone ton na leto.
Mesto je bilo paradni konj sovjetskih dosežkov. Zaradi velikanskih rezerv železove rude na tem področju je bilo to območje najboljša lokacija za grajenje tovarne jekla, zmožne izzivati zahodne rivale. Vendar je imel velik delež delovne sile, kot bivši kmetje, malo industrijskih veščin in izkušenj. Da bi rešili te težave, je prišlo usmerjati delo več sto tujih specialistov, vključno s skupino arhitektov pod vodstvom Nemca Ernsta Maya.
Leta 1937 je mesto postalo zaprto mesto in tujci so ga morali zapustiti. Mesto je imelo pomembno vlogo med drugo svetovno vojno, saj je prispevalo veliko jekla za sovjetske vojne napore. Med perestrojko je bil status zaprtega mesta umaknjen.
31. decembra 2018 se je v bloku v Magnitogorsku zgodila eksplozija plina in porušenje stavbe, v kateri je umrlo 39 stanovalcev, ranjenih pa je bilo 17.

## Onesnaženost
Magnitogorsk je bil omenjen v pregledu najbolj onesnaženih mest na svetu Blacksmith Institute kot eno od 25 najbolj onesnaženih mest na svetu izven najvišje deseterice. Onesnaževalci so svinec, žveplov dioksid, težke kovine in drugi onesnaževalci. Po podatkih lokalne bolnišnice je samo 1 % otrok zdrav. Blacksmith Institute trdi, da je bilo po poročilu lokalnega časnika le 28 % od novorojenčkov rojenih leta 1992 zdravih in le 27 % je imelo zdrave matere. Vendar je bilo po Blacksmith Institute v zadnjih letih veliko opreme zamenjane in izpusti so bili zmanjšani za okrog 60 %.

## Pobratena mesta
Magnitogorsk je pobraten z:
- Atyrau, Kazahstan
- Brandenburg an der Havel, Nemčija
- Daugavpils, Latvija
- Gomel, Belorusija
- Huai'an, Kitajska